# Norrsken (Goeksegh)
Norrsken, eller Goeksegh på sydsamiska, är en singel av Jon Henrik Fjällgren. Låten var det sjunde bidraget i den tredje deltävlingen i Melodifestivalen 2019, och tog Fjällgren direkt till final. Låten är skriven av Fredrik Kempe, David Kreuger, Niklas Carson Mattsson och Jon Henrik Fjällgren. Låten har kritiserats för att vara plagiat av låtar av Avicii och av Axwell och Ingrosso. Låten var favorittippad från deltävlingen. I låten jojkar Jon Henrik, han anser att inte är lika bra på jojka i Melodifestivalen som när han är hemma i fjällen. Låten är Jon Henriks tredje bidrag i Melodifestivalen och den hamnade på fjärde plats i finalen. Den placerades på Svensktoppen 17 mars.